# Chamberlin (Familienname)
Chamberlin ist ein englischer Familienname.

## Herkunft und Bedeutung
Chamberlin ist ein Berufsname, der sich auf den Kämmerer bezieht.

## Varianten
- Chamberlain
- Chamberlayne

## Namensträger
- Barbara Chamberlin (* 1956), kanadische Sängerin
- Beth Chamberlin (* 1963), US-amerikanische Schauspielerin
- Clarence Duncan Chamberlin (1893–1976), US-amerikanischer Flieger
- Donald D. Chamberlin (* 1944), US-amerikanischer Informatiker
- Edward Hastings Chamberlin (1899–1967), US-amerikanischer Nationalökonom
- Frank Chamberlin († 2013), US-amerikanischer American-Football-Spieler
- Guy Chamberlin (1894–1967), US-amerikanischer Footballspieler
- Jimmy Chamberlin (* 1964), US-amerikanischer Schlagzeuger
- Joseph Conrad Chamberlin (1898–1962), US-amerikanischer Insektenkundler
- Kevin Chamberlin (* 1963), US-amerikanischer Schauspieler
- Lee Chamberlin († 2014), US-amerikanische Schauspielerin
- Paul Chamberlin (* 1962), US-amerikanischer Tennisspieler
- Ralph Vary Chamberlin (1879–1967), US-amerikanischer Zoologe (Spinnen)
- Stephen J. Chamberlin (1889–1971), US-amerikanischer Generalleutnant
- Thomas Chrowder Chamberlin (1843–1928), US-amerikanischer Geologe
- Wendy Chamberlin (* 1948), US-amerikanische Diplomatin
- William Henry Chamberlin (1897–1969), US-amerikanischen Russland-Korrespondent und Osteuropa-Historiker